# The Dreams We Have as Children
The Dreams We Have as Children: Live at the Royal Albert Hall é um álbum ao vivo do guitarrista e cantor inglês Noel Gallagher, em prol do Teenage Cancer Trust. Gallagher gravou o álbum em um concerto de caridade no Royal Albert Hall, em 27 de Março de 2007.
Mais conhecido como guitarrista, principal letrista e, por vezes, vocalista da banda de rock inglesa Oasis, Gallagher tocou um conjunto de músicas primariamente do Oasis, sendo acompanhado pelo seu então parceiro de banda Gem Archer, na guitarra. O título do álbum se origina de uma frase de "Fade Away", uma música do grupo, sendo que a maior parte das canções do álbum são composições de Noel para o Oasis. Paul Weller, ex-integrante do The Jam e do Style Council e amigo do cantor, participou de duas canções presentes no álbum.
Cinco dessas músicas foram lançadas por um período de cinco dias como downloads gratuitos no iTunes, seguidas por um CD físico, lançado junto ao The Sunday Times, com outras onze gravações dessa apresentação. O álbum, com as cinco faixas adicionais previamente lançadas no iTunes, passou a ser vendido integral e digitalmente no Reino Unido no dia seguinte, sendo que o lançamento no iTunes norte-americano ocorreu em 5 de Maio de 2009.
Uma vez que não foi vendido em forma física, o álbum não pôde figurar na parada musical britânica.

## Lista de faixas
Todas as músicas foram escritas por Noel Gallagher, exceto quando indicado.
1. "(It's Good) To Be Free"
2. "Talk Tonight"
3. "Fade Away"
4. "Cast No Shadow"
5. "Half the World Away"
6. "The Importance of Being Idle"
7. "The Butterfly Collector" (com Paul Weller) (Paul Weller)
8. "All You Need Is Love" (com Paul Weller) (Lennon/McCartney)
9. "Don't Go Away"
10. "Listen Up"
11. "Sad Song"
12. "Wonderwall"
13. "Slide Away"
14. "There is a Light That Never Goes Out" (Morrissey/Marr)
15. "Don't Look Back in Anger"
16. "Married With Children"

| Críticas profissionais | Críticas profissionais |
| Avaliações da crítica  | Avaliações da crítica  |
| Fonte                  | Avaliação              |
| ---------------------- | ---------------------- |
| Allmusic               | [ 1 ]                  |
| Pitchfork Media        | 6.2/10                 |

## Músicos
- Noel Gallagher — vocal, violão
- Gem Archer — guitarra, teclado
- Terry Kirkbride — percussão
- Paul Weller — violão, vocal (faixas 7 & 8)